# Jan-Edward Wankowitsch

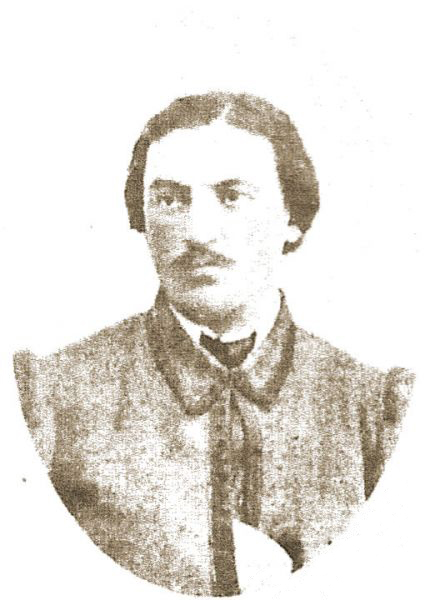
Jan-Edward Wankowitsch, 1863

Jan-Edward Wankowitsch (russisch Ян-Эдвард Ванькович, wiss. Transliteration Jan-Ėdvard Van'kovič, polnisch Jan Edward Wańkowicz, belarussisch Ян Эдвард Ваньковіч; geb. 23. Oktober 1834 oder 10. Oktober 1838 in Malaja Sljapjanka (belarussisch Мала́я Сляпя́нка), Minski ujesd (Минский уезд); gest. 2. August 1899, Krakau, Österreich-Ungarn) war ein belarussischer Revolutionär und Beteiligter am Januaraufstand 1863–1864.

## Leben

### Jugend
Jan-Edward Wankowitsch wurde 1834 oder 1838 auf dem Gut Malaja Sljapjanka im damaligen Gouvernement Minsk (heute: Belarus) geboren, welches seinem Vater, dem berühmten Künstler Walenty Wańkowicz, gehörte. Seine Mutter war Anelia Wankowitsch (1800–1870). Er stammte aus einer wohlhabenden Adelsfamilie und war das jüngste von vier Kindern. Seine älteren Brüder waren Adam (1827–1895) und Kasimir Wankowitsch (1831–1891), seine Schwester Helena Wankowitsch (verheiratete Rogowska). Nach dem Tod seines Vaters erbte er das Anwesen, in dem er geboren wurde.
Im Jahr 1860 erhielt er einen Abschluss mit Auszeichnung am St. Petersburger Forstinstitut (Санкт-Петербургский государственный лесотехнический университет) und er wurde als Förster ins Gouvernement Jekaterinoslaw geschickt, aber bald nach Belovezh (Gouvernement Grodno) versetzt, wo er zum Förster ernannt wurde. Er kam mit patriotischen Untergrundorganisationen in Kontakt und war persönlich mit Kastus Kalinouski und Walery Antoni Wróblewski bekannt. Auf deren Vorschlag hin schloss er sich der radikalen Organisation der „Roten“ (Красные) an, in deren Rahmen er 1861 und 1862 aktiv bei der Vorbereitung des zukünftigen Aufstands mitwirkte.

### Aufstand 1863–1864
Wankowitsch beteiligte sich wie seine Brüder aktiv am Aufstand von 1863 bis 1864. In der Nähe des Dorfes Ruda war seine Abteilung stationiert. Sie erhielt den Befehl, in den Süden der Provinz Grodno zu ziehen. Ursprünglich zählte Wankowitschs Abteilung nur ein paar Dutzend Menschen, aber am 2. Maijul. / 14. Mai 1863greg. schlossen sich ihm die Überreste der Abteilung von Florian Stasjukewitsch (Флориан Стасюкевич) unter dem Gesamtkommando von Kasimir Narbut (1838–1903) an, die sich nach einer Niederlage gegen reguläre Truppen in der Nähe des Dorfes Damatschawa aus dem Bezirk Brest (Брестский уезд, Brestski ujesd) zurückzogen. Sie hatten 11 Tote zu beklagen und hatten 17 Gefangene sowie mehrere Konvois verloren.
Infolgedessen belief sich die Zahl der Kämpfer in Wankowitschs Abteilung auf etwa 100 Personen, und er schloss sich daraufhin Romuald Traugutt an. In der zweiten Maihälfte traf er im Belinsky-Wald in der Nähe des Dorfes Owsichi im Bezirk Pinsk (Пинский уезд) auf die Abteilung von 200 Mann unter dem Kommando von Romuald Traugutt. Dieser wurde von der Nationalregierung nach Wolhynien abkommandiert und zog durch den Süden der Provinz Minsk.
Bereits Anfang Juni schlug die Abteilung Traugutt-Wankowitsch, nachdem sie den Fluss Horyn überquert hatte, ein Lager im Wald in der Nähe des Dorfes Warjany (Варьяны) auf, wo sie am nächsten Tag von einer Abteilung regulärer Truppen des Majors Kemer angegriffen wurde.  Sie verloren 17 Männer, 19 wurden verwundet und gefangen genommen, während die Russen nur zwei Tote und sechs Verwundete hatten. Die Rebellen mussten sich eilig zurückziehen. Bereits am 17. Junijul. / 29. Juni 1863greg. wurde die Abteilung Traugutt-Wankowitsch in der Nähe des Dorfes Kolodnoye (Колодное) in der Nähe der Stadt Stolin (Bezirk Pinsk) durch einen Angriff einer Abteilung regulärer Truppen überrascht. Zwei Schützenkompanien unter dem Kommando von Leutnant Petrovsky (поручика Петровского) griffen an. Nachdem sie 7 Angreifer getötet und 8 Gefangene verloren hatten und mehrere Konvois zurückgelassen hatten, entkamen die Rebellen nur knapp der Einkreisung und schafften es, den Fluss Styr zu überqueren und in das Gebiet des nördlichen Wolyn (Волыни) einzudringen.
Da die Abteilung dort jedoch keine nennenswerte Unterstützung fand, musste sie eine Woche später in die Region Pinsk zurückkehren und in der Nähe des Dorfes Kolodnoye ein Lager aufschlagen. Dort wurden die Rebellen in der Nacht vom 30. Junijul. / 12. Juli 1863greg. auf den 1. Juli (13.) von einer Kompanie regulärer Truppen unter dem Kommando von Major Semiganovsky (Семигановского) angegriffen, wobei etwa 30 Kämpfer getötet wurden und bis zu 50 verwundet und gefangen wurden, gegenüber 2 Toten und 4 Verwundeten unter den Russen. Am selben Tag löste Traugutt die Abteilung aus etwa 150 verbliebenen Kämpfern auf und floh nach Warschau.

## Nach dem Aufstand
Nach der Niederlage von Traugutts Abteilung gelang Wankowitsch mit Unterstützung der Schriftstellerin Eliza Orzeszkowa im Juli 1863 die Flucht nach Galizien. Das gesamte Eigentum Wankowitschs auf dem Territorium des Russischen Reiches wurde beschlagnahmt, und er selbst wurde zu lebenslangem Exil verurteilt und durfte das Territorium des Russischen Reiches nicht mehr betreten.
Etwa ein Jahr lang lebte er unter einem Pseudonym in Lemberg, arbeitete bei der Galizischen Bank (Галицком банке), wurde jedoch bald von den österreichischen Behörden festgenommen. Er konnte jedoch aus der Haft fliehen. Bis 1869 lebte er in verschiedenen europäischen Ländern. Nachdem die österreichischen Behörden alle Teilnehmer des Aufstands von 1863–1864 amnestiert hatten, kehrte er nach Österreich-Ungarn zurück und ließ sich in Krakau nieder. Dort arbeitete er in einer Bank. Er starb am 2. August 1899 und wurde auf dem Friedhof Rakowicki beigesetzt.

## Familie
Ab 1870 war er mit Stanislawa Wankowitsch (geb. Jasklowskaya) verheiratet (15. August 1843–24. Juni 1903). Aus der Ehe ging die Tochter Yanina Wankowitsch (verh. Tsekhanowskaya, 14. November 1871–3. März 1955) hervor.